# Božo Vrećo
Božo Vrećo, bosanski glasbenik in umetnik, interpret in avtor sevdalink. * 18. oktober 1983, Foča, Bosna in Hercegovina.
Vodilna misel na Vrećovem Youtube kanalu poziva k opustitvi predsodkov v odnosu do njega: »Judge me when you are perfect« oziroma »sodi o meni, ko boš popoln«.

## Življenje
Vrećo se je rodil v Foči, kraju jugovzhodne Bosne in Hercegovine v bližini Črne gore. Odrasel je z mamo in dvema starejšima sestrama, oče pa je umrl, ko je bil star pet let. Mati je slikarka in je vedno podpirala njegovo umetnost. Zdaj živi in ustvarja v Sarajevu.
Pisatelj Miljenko Jergović za Vrećovo življenjsko pot dejal, da bi to lahko bila zgodba o mladeniču, ki iz Foče potuje v Sarajevo, da postane pevec sevdaha. Hrvaški časopis Tportal je Vreća ob njegovem nastopu v Dubrovniku označil za enega najbolj zanimivih izvajalcev sevdaha nove dobe.
Poleg sevdaha Vrećo uživa v džezu, bluesu in soulu ter poskuša vnašati njihove elemente v svoje interpretacije. Navdihujejo ga pevci: Himzo Polovina, Selim Salihović, Emina Zečaj, Nada Mamula, idr. Navdih najde v lirskih pripovedih, ki jih v svojih albumih preliva v pesmi.

## Diskografija
Božo Vrećo je vokalist z zelo redkim kastrato glasom.

### Studijski albumi
- "Moj sevdah" (2014) [5]
- Pandora (2017) [6]
- MELEK (2018)
- Lacrimae (2020)